# Poticuara
Poticuara är ett släkte av skalbaggar. Poticuara ingår i familjen långhorningar.
Kladogram enligt Catalogue of Life:
| Poticuara | \| \| Poticuara exilis \| \| \| \| \| \| Poticuara ipiterpe \| \| \| \| |
|           | \| \| Poticuara exilis \| \| \| \| \| \| Poticuara ipiterpe \| \| \| \| |
|           | Poticuara exilis                                                        |
|           |                                                                         |
|           | Poticuara ipiterpe                                                      |
|           |                                                                         |